# Genuchinus brasiliensis
Genuchinus brasiliensis är en skalbaggsart som beskrevs av Moser 1910. Genuchinus brasiliensis ingår i släktet Genuchinus och familjen Cetoniidae. Inga underarter finns listade i Catalogue of Life.